# Tia Pê
Tia Pê (batizada Francisca Lima do Espírito Santo, Vigia, 1915 - Vigia, 10 de junho de 1976), foi uma cantora, compositora e percussionista brasileira. É considerada uma das últimas "Tias" do carimbó de Vigia.

## Biografia
Tia Pê era filha de Manoel Juvenal Lima e Maria Odocia Lima. Em Vigia, onde nasceu e viveu, dedicava-se a vender doces em tabuleiro quando não estava se apresentando com seu conjunto de carimbó. Esta era uma atividade comumente exercida por mulheres negras, como ela, que desempenhavam trabalhos braçais e pouco valorizados pela sociedade local. O "Pê" era um apelido de infância, pois sendo analfabeta, quando lhe perguntavam o que estava escrito em determinado lugar, ela respondia apenas "pê".
Tia Pê casou-se com Teodomiro Espírito Santo, com quem teve um filho, João Calandrino. Em 1955, foi residir numa área que posteriormente passou a fazer parte do bairro do Amparo. Ali, vivia numa casa que, como recorda o folclorista Vicente Salles em fins da década de 1960, era
de barro socado, coberta de telhas, consta de um salão, medindo aproximadamente 20 metros quadrados e 3 metros de pé direito. É assoalhado. Nesse salão realizam-se os bailes e, todos os domingos, o carimbó. [...] Ao lado da casa há uma rústica construção, denominada "tenda", que serve para vender bebidas e comidas regionais, o mais é o terreno, em torno da casa, bastante amplo, arborizado com árvores frutíferas e plantas que, supomos, têm algum valor medicinal.
Em Amparo, Tia Pê começou a organizar festividades que, embora fossem de cunho religioso, não estavam oficialmente vinculadas à Igreja Católica. Uma das mais importantes era a de Nossa Senhora da Conceição, em dezembro, a qual no início do século XX era organizada pelo descendente de portugueses Manoel Elesbão de Barros. A festa durava oito dias e admitia apenas convidados pelo organizador. Elesbão deixou de promover o evento após a morte de um dos seus amigos, Leandro, que puxava a ladainha. Uma irmã de Elesbão ainda organizou a festividade depois disso, mas a iniciativa não durou três anos. Foi só então que a Tia Pê, que seria sobrinha de Elesbão, passou a organizar a festa, a qual assumiu um aspecto muito mais popular, deixando de atender somente convidados. Além disso, Tia Pê cantava o carimbó, dançava, e eventualmente até tocava percussão, o que a levou a fundar em 1962 o conjunto de carimbó Tia Pê.
Tia Pê também organizava a Festa do Divino Espírito Santo em maio e dezembro, de 1958 até 1967. Originalmente, o evento ocorria apenas no centro de Vigia, mas ela o levou para o Amparo. Em 1968, deixou de organizar a festividade da Imaculada Conceição, e passou a dedicar-se à venda de doces (que comprava de terceiros para revender) e às apresentações de carimbó. Com seu conjunto, apresentou-se em várias cidades do interior do Pará e até mesmo na capital. Em 1974, no I Festival de Carimbó de Vigia, o conjunto conquistou o 3º lugar e Tia Pê foi homenageada ao receber um certificado de "Preservadora Cultural" das mãos do vice-reitor da Universidade Federal do Pará.
Embora analfabeta, Tia Pê compunha suas músicas batucando na mesa, ao compasso do carimbó. As letras tinham que ser registradas por terceiros. Ao menos três composições foram registradas pelo cantor e compositor Ely Farias, em seu disco Carimbó, de 1970: "Maçariquinho", "Papagaio" e "Laranja Madura".
Tia Pê faleceu em 10 de junho de 1976, tendo o sepultamento ocorrido no cemitério São Francisco, em Vigia. Sua morte recebeu destaque no jornal O Liberal, de Belém. Orlando Santos, sobrinho da cantora, deu seguimento à festividade de Nossa Senhora da Conceição, realizado por ela. Em 1978, o prefeito José Ildone batizou como "Escola Municipal de Ensino Fundamental Francisca do Espírito Santo - Tia Pê" uma escola de ensino fundamental no Amparo.

## Legado
A partir de 2000, um grupo de dança folclórica denominado "Dança Tia Pê" passou a apresentar-se com acompanhamento musical gravado, em Vigia e outras cidades da região. Além das apresentações de carimbó, o "Dança Tia Pê" também realizou um trabalho de pesquisa e de valorização das manifestações culturais, com visitações a comunidades tradicionais e quilombolas, e entrevistando pessoas envolvidas com a cultura do carimbó.
Ainda na década de 2000, foi inaugurado em Vigia o Espaço Cultural Tia Pê. Em 2020, ao lado do espaço, erigiu-se um pequeno monumento em homenagem à Tia Pê, com três curimbós em concreto e uma placa resumindo a história da homenageada.